# Edward C. Prescott
Edward C. Prescott (Glens Falls, Nueva York, 26 de diciembre de 1940-6 de noviembre de 2022) fue un economista estadounidense.

## Biografía
Fue laureado con el Premio del Banco de Suecia en Ciencias Económicas en memoria de Alfred Nobel en 2004, junto con el noruego Finn E. Kydland, "por sus contribuciones a la Macroeconomía dinámica: la consistencia en el tiempo de la política económica y las fuerzas impulsoras detrás del ciclo económico", investigación que comenzaron cuando trabajaban en la Escuela de Graduados de Administración Industrial de Carnegie Mellon University.
Actualmente trabaja en el Banco de la Reserva Federal de Mineápolis y es profesor de la Universidad Estatal de Arizona W.P. Carey School of Business, desde 2003. Es una destacada figura de la Macroeconomía, especialmente en lo referente a los estudios del ciclo y el equilibrio general. En 1977 con Finn E. Kydland, analizaron si los bancos centrales se deben tener objetivos numéricos terminantes en vez de utilizar su discrecionalidad al fijar la política monetaria. Ambos han trabajado sobre el filtro de Hodrick-Prescott, utilizado para depurar fluctuaciones en una serie de tiempo.
En 1962, Prescott recibió su licenciatura en Matemáticas del Swarthmore College. Recibió el grado de maestría por la Case Western Reserve University en 1963 y un Ph.D. por la universidad de Carnegie Mellon University en 1967.